# 親衛隊曹長
親衛隊曹長とは（しんえいたいそうちょう）とはナチス・ドイツ親衛隊（SS）の階級SS-Oberscharführer の訳語の一つである。逐語訳して親衛隊上級分隊指揮官と訳される場合もある。1934年以前はSS-Truppführer（親衛隊小隊指揮官）がこの地位に相当した。
親衛隊軍曹（SS-Scharführer）の上、親衛隊上級曹長（SS-Hauptscharführer）の下に位置する。
また、Oberscharführerは親衛隊（SS）に限らず、ナチ党組織に共通する階級呼称であった。たとえば突撃隊（SA）や国家社会主義自動車隊（NSKK）といったナチス党組織にも同様の階級が存在していた。SA-Oberscharführer（突撃隊曹長）、あるいは NSKK-Oberscharführer（国家社会主義自動車隊曹長）といった具合である。 　

襟章
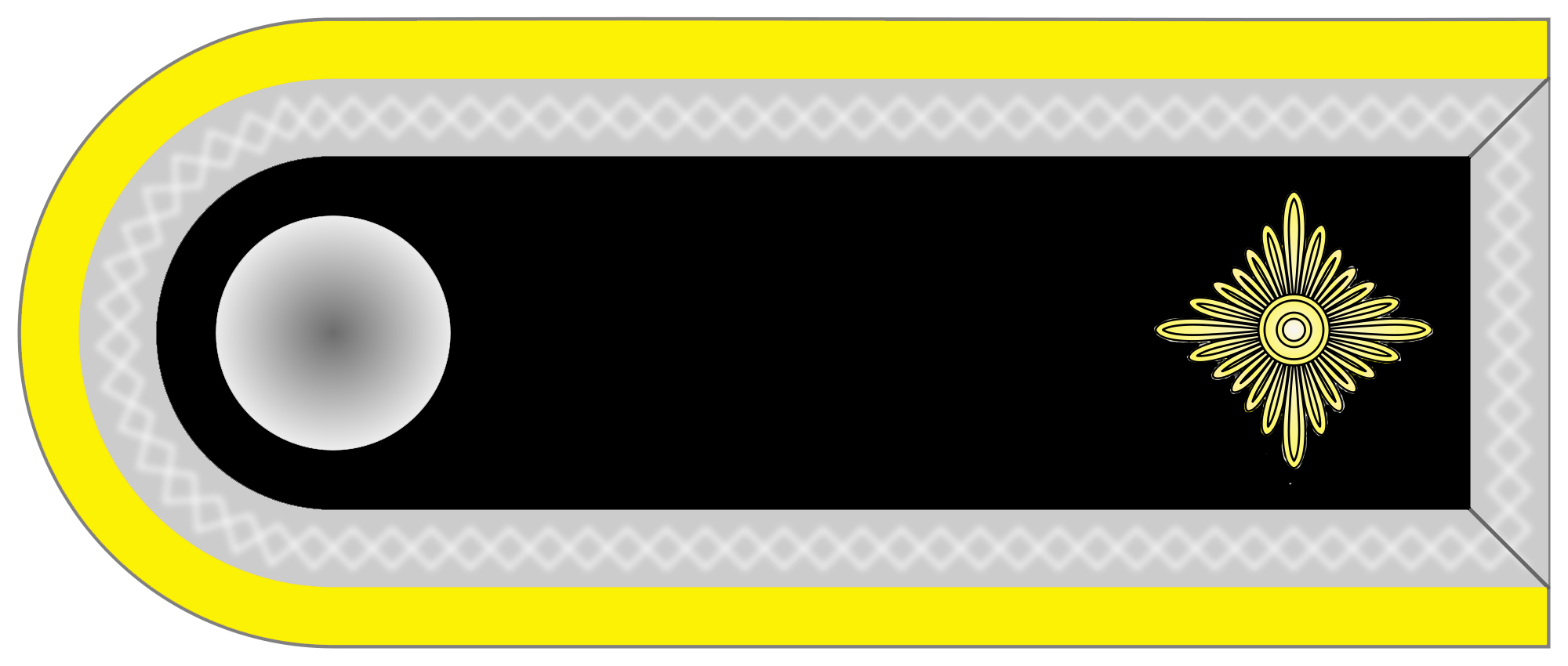
肩章
迷彩服の階級章

## 著名な親衛隊曹長
- スヴェン＝エリク・オルソン、スウェーデン人義勇兵。黄金ドイツ十字章受章者。
- ヨハンネス・クライン（Johannes Klein）… ラインハルト・ハイドリヒの運転手。ハイドリヒ暗殺の現場に居合わせた。
- カール・ヨーゼフ・ジルバーバウアー（Karl Josef Silberbauer） … アンネ・フランク一家を拘束したSS隊員。
- フリッツ・ジルマン（Fritz Jirmann） … ベウジェツ強制収容所の看守。
- ウェルナー・デュボイス（Werner Dubois） … ベウジェツ強制収容所の看守。
- ヘルマン・エーリヒ・バウアー（Hermann Erich　Bauer） … ソビボルの看守。映画「脱走戦線 ソビボーからの脱出」に登場。
- ハインリヒ・ハラー… オーストリア人登山家。幼少期のダライ・ラマ14世と親交があった。映画「セブン・イヤーズ・チベット」の主人公で有名。
- エルンスト・バルクマン（Ernst Barkmann） … 武装親衛隊の戦車兵。
- デルク＝エルスコ・ブラインス …　武装親衛隊オランダ人義勇兵。騎士鉄十字章受章者。
- カール・フレンツェル（Karl Frenzel） … ソビボルでワグナーに次ぎ残虐といわれた看守。映画「脱走戦線 ソビボーからの脱出」に登場。
- ルドルフ・ベックマン（Rudolf Beckmann） … ソビボルの看守。囚人脱走の際に殺害される。映画「脱走戦線 ソビボーからの脱出」に登場。
- ハインツ・クルト・ボーレンダー（Heinz Kurt Bolender） … ソビボルの看守。戦後ソビボルでのガス室処理の事実を認めた。
- ローフス・ミシュ（Rochus Misch） … 最後まで総統地下壕に残っていた人物。映画「ヒトラー 〜最期の12日間〜」に登場。
- グスタフ・ワグナー（Gustav Wagner） … ソビボル強制収容所で最も残虐といわれた看守。映画「脱走戦線 ソビボーからの脱出」に登場。